# Article 61 de la Constitution de la Cinquième République française
Article 60 Article 61-1
L'article 61 de la Constitution de la Cinquième République française est l'article de la Constitution prévoyant le contrôle de constitutionnalité. Il a été modifié pour la dernière fois par la loi constitutionnelle du 23 juillet 2008.

## Texte

### Texte en vigueur
« Les lois organiques, avant leur promulgation, les propositions de loi mentionnées à l'article 11 avant qu'elles ne soient soumises au référendum, et les règlements des assemblées parlementaires, avant leur mise en application, doivent être soumis au Conseil constitutionnel qui se prononce sur leur conformité avec la Constitution.

Aux mêmes fins, les lois peuvent être déférées au Conseil constitutionnel, avant leur promulgation, par le Président de la République, le Premier ministre, le président de l'Assemblée nationale, le président du Sénat ou soixante députés ou soixante sénateurs.
Dans les cas prévus aux deux alinéas précédents, le Conseil constitutionnel doit statuer dans le délai d'un mois. Toutefois, à la demande du Gouvernement, s'il y a urgence, ce délai est ramené à huit jours.

Dans ces mêmes cas, la saisine du Conseil constitutionnel suspend le délai de promulgation. »
— Article 61 de la Constitution

### Version initiale
La première version de ce texte est issue de la Constitution originelle. Il prévoyait un contrôle de constitutionnalité extrêmement restreint : uniquement ouvert a-priori, au Président de la République, au Premier ministre, au Président de l'Assemblée nationale et au Président du Sénat.
« Les lois organiques, avant leur promulgation, et les règlements des assemblées parlementaires, avant leur mise en application, doivent être soumis au Conseil constitutionnel qui se prononce sur leur conformité avec la Constitution.

Aux mêmes fins, les lois peuvent être déférées au Conseil constitutionnel, avant leur promulgation, par le président de la République, le Premier ministre, ou le président de l'une ou l'autre assemblée.
Dans les cas prévus aux deux alinéas précédents ; le Conseil constitutionnel doit statuer dans le délai d'un mois. Toutefois, à la demande du gouvernement, s'il y a urgence, ce délai est ramené à huit jours.

Dans ces mêmes cas, la saisine du Conseil constitutionnel suspend le délai de promulgation. »
— Article 61 de la Constitution en 1958

### Révision constitutionnelle de 1974
La révision de 1974 a eu pour principal objectif d'élargir le droit de saisine du Conseil constitutionnel. Ce ne sont plus seulement le Président de la République, le Premier ministre, le Président de l'Assemblée nationale et le Président du Sénat qui peuvent déférer une loi devant le Conseil constitutionnel, mais également le Parlement, à l’initiative de soixante députés ou de soixante sénateurs.
« Les lois organiques, avant leur promulgation, et les règlements des assemblées parlementaires, avant leur mise en application, doivent être soumis au Conseil constitutionnel qui se prononce sur leur conformité avec la Constitution.

Aux mêmes fins, les lois peuvent être déférées au Conseil constitutionnel, avant leur promulgation, par le Président de la République, le Premier ministre, le président de l'Assemblée nationale, le président du Sénat ou soixante députés ou soixante sénateurs.
Dans les cas prévus aux deux alinéas précédents; le Conseil constitutionnel doit statuer dans le délai d'un mois. Toutefois, à la demande du Gouvernement, s'il y a urgence, ce délai est ramené à huit jours.

Dans ces mêmes cas, la saisine du Conseil constitutionnel suspend le délai de promulgation. »
— Article 61 de la Constitution en 1975

### Larévision constitutionnelle du 23 juillet 2008: texte actuel
Le texte actuel, cité en début d'article n'a été que peu modifié par la réforme de 2008. Il ajoute simplement l'obligation de déférer au Conseil constitutionnel une proposition de loi de référendum avant que la question ne soit posée aux électeurs.

## Jurisprudence
Le Conseil constitutionnel, dans sa décision no 80-116 DC du 17 juillet 1980, a indiqué que si cet article permet le contrôle de constitutionnalité des lois, il peut aussi être utilisé, en complément de l'article 54 de la Constitution, pour juger de la constitutionnalité d'un traité international, par l'intermédiaire du contrôle de constitutionnalité de la loi qui autorise la ratification de ce traité.
Saisi en application de l'article 61 de la Constitution, il s'est reconnu compétence pour examiner la constitutionnalité du règlement du Congrès du Parlement, ; il s'est également reconnu compétence pour contrôler la constitutionnalité du règlement de la Haute Cour (France),.